# UFC 118
UFC 118: Edgar vs. Penn 2（ユーエフシー・ワンエイティーン・エドガー・バーサス・ペン・ツー）は、アメリカ合衆国の総合格闘技団体「UFC」の大会の一つ。2010年8月28日、マサチューセッツ州ボストンのTDガーデンで開催された。
UFC初のマサチューセッツ州開催となった本大会ではフランク・エドガーとBJ・ペンによるUFC世界ライト級タイトルマッチが行われた。

## 大会概要
UFC 112のリマッチとなるメインイベントのライト級タイトルマッチでは、王者エドガーが挑戦者のペン相手に1ポイントも失うことなく3-0の判定で退け、王座の初防衛に成功した。
第9試合ではボクシング元3階級王者のジェームズ・トニーが総合格闘技デビューを果たしたが、ランディ・クートゥアに肩固めで敗れた。

### カード変更
第3試合に出場予定であったフィル・バローニが負傷により欠場し、ダン・ミラーが替わって出場した。

## 試合結果

### プレリミナリィカード
第1試合 ウェルター級 5分3R
○  マイク・ピアース vs.  アミウカウ・アウベス ×
3R 3:11 ストレートアームバー
第2試合 ウェルター級 5分3R
○  グレッグ・ソト vs.  ニック・オシピチェック ×
3R終了 判定3-0（29-28、29-28、29-28）
第3試合 ミドル級 5分3R
○  ダン・ミラー vs.  ジョン・ソルター ×
2R 1:53 アナコンダチョーク

### Spike中継カード
第4試合 ライト級 5分3R
○  ニック・レンツ vs.  アンドレ・ウィナー ×
3R終了 判定3-0（30-27、29-28、30-27）
第5試合 ライト級 5分3R
○  ジョー・ローゾン vs.  ゲイブ・ルーディジャー ×
1R 2:01 腕ひしぎ十字固め

### メインカード
第6試合 ウェルター級 5分3R
○  ネイサン・ディアス vs.  マーカス・デイヴィス ×
3R 4:02 TKO（レフェリーストップ：ギロチンチョーク）
第7試合 ライト級王座挑戦者決定戦 5分3R
○  グレイ・メイナード vs.  ケニー・フロリアン ×
3R終了 判定3-0（30-27、30-27、29-28）
※メイナードが挑戦権獲得に成功。
第8試合 ミドル級 5分3R
○  デミアン・マイア vs.  マリオ・ミランダ ×
3R終了 判定3-0（30-27、30-27、30-27）
第9試合 ヘビー級 5分3R
○  ランディ・クートゥア vs.  ジェームズ・トニー ×
1R 3:19 肩固め
第10試合 UFC世界ライト級タイトルマッチ 5分5R
○  フランク・エドガー vs.  BJ・ペン ×
5R終了 判定3-0（50-45、50-45、50-45）
※エドガーが王座の初防衛に成功。

### 各賞
ファイト・オブ・ザ・ナイト：ネイサン・ディアス vs. マーカス・デイヴィス
ノックアウト・オブ・ザ・ナイト：該当者なし
サブミッション・オブ・ザ・ナイト：ジョー・ローゾン
各選手にはボーナスとして60,000ドルが支給された。